# Харитиди, Алексей Феофилактович
Алексей Феофилактович Харитиди (род. 26 января 1957, Екатеринбург) — художник-мультипликатор, режиссёр мультипликации. В 1980 году окончил Свердловский архитектурный институт, в 1992 году — отделение режиссуры анимационного кино ВКСР (мастерская Э. Назарова). Работал архитектором в «Свердловскгражданпроекте»; художником-графиком в Торгово-промышленной палате в Екатеринбурге; в ТПО художественной мультипликации Свердловской к/с.
С 1998 года живёт и работает в Канаде. Учитель — Эдуард Васильевич Назаров.

## Фильмография

### Режиссёр
- 1992 — «Вечерний моцион» (в сб. Чудаки) (анимационный)
- 1994 — «Гагарин (мультфильм)
- 1999 — «Однажды у синего моря» (мультфильм)

### Сценарист
- 1992 — «Вечерний моцион» (в сб. Чудаки) (анимационный) — автор сценария
- 1994 — «Гагарин (мультфильм) — автор сценария
- 1999 — «Однажды у синего моря» (мультфильм) — автор сценария

### Художник-постановщик
- 1999 — «Однажды у синего моря» (мультфильм)

### Художник
- 1992 — «Вечерний моцион» (в сб. Чудаки) (анимационный)

### Аниматор
- 1987 — «Стрелочник» (мультфильм)
- 1992 — «Вечерний моцион» (в сб. Чудаки) (анимационный)
- 1994 — «Гагарин» (мультфильм)
- 1999 — «Однажды у синего моря» (мультфильм)

## Награды
- 1994 — МКФ «Золотой рыцарь» в Тирасполе (Первый приз, фильм «Гагарин»)
- 1994 — МКФ «Молодость» в Киеве (Приз за лучший анимационный фильм, фильм «Гагарин»)
- 1995 — Конкурс студенческих работ на соискание премии «Святая Анна» (Первая премия в разделе анимационного кино, фильм «Гагарин»)
- 1995 — МКФ «КРОК» (Приз за лучший фильм в категории «До 5 минут», фильм «Гагарин»)
- 1995 — МКФ «Послание к человеку» (Премия за лучший анимационный фильм, фильм «Гагарин»)
- 1995 — МКФ анимационного кино в Анси (Приз за лучший дебют, Приз «За самый смешной фильм», Приз зрительских симпатий, фильм «Гагарин»)
- 1995 — МКФ в Канне (Приз «Золотая Пальмовая ветвь» в конкурсе к/м фильмов, фильм «Гагарин»)
- 1996 — МКФ анимационных фильмов в Вилла де Конде (Приз за лучший анимационный фильм, фильм «Гагарин»)
- 1996 — МКФ анимационных фильмов в Оттаве (Приз «За мастерство аниматора», Приз «За самый смешной фильм», фильм «Гагарин»)
- 1996 — МКФ анимационных фильмов в Хиросиме (Приз жюри, фильм «Гагарин»)
- 1996 — МКФ анимационных фильмов в Штутгарте (Приз «Pro-7», фильм «Гагарин»)
- 1996 — МКФ к/м фильмов в Монреале (Гран-при, фильм «Гагарин»)
- 1999 — КФ детского анимационного кино «Золотая рыбка» (Спец. приз международного жюри, фильм «Однажды у синего моря»)